# دوغلاس كلارك
دوغلاس كلارك (27 أبريل 1948 - )  (بالإنجليزية: Douglas Clarke)‏ هو لاعب كريكت بريطاني.